# クルーエル・サマー
「クルーエル・サマー (ちぎれたハート)」(Cruel Summer)は、バナナラマの楽曲。2枚目のスタジオ・アルバム『愛しのロバート・デ・ニーロ』から1枚目のシングルとしてリリースされた。発売当初の邦題は「ちぎれたハート」だったが、現在は副題として使われている。

## 概要
翌年のアメリカ映画『ベスト・キッド』の挿入歌に使用された。
Billboard Hot 100ではグループ初のTOP10入りを果たした。
1989年には再レコーディングとリアレンジを施した「クルーエル・サマー'89」をシングルとしてリリースした。
2001年にはアルバム『Exotica』にニュー・ヴァージョンを収録。2009年にも「ラヴ・カムズ」のカップリングとして「クルーエル・サマー
'09」を新録音。
2023年、発売から40周年を記念して新ヴァージョンの3AM Mixを発表した。このヴァージョンは翌年のオールタイム・ベストアルバム『グロリアス - ザ・アルティメット・コレクション』にオリジナル・ヴァージョンとともに収録された。

## 収録曲
日本盤 7" シングル
1. ちぎれたハート (クルーエル・サマー)
2. ちぎれたハート (ダブ)

クルーエル・サマー'89 / 日本盤 3" シングル
1. クルーエル・サマー'89（スウィング・アウト・ダブ）- 5:18
2. アイ・ハード・ア・ルーマー（コーポレーション・オブ・バナナラマ・ミックス）- 5:41
3. ヴィーナス（ザ・グレイテスト・リミックス）- 7:57

## チャート
| チャート (1983–1985年)                          | 最高位 |
| ----------------------------------------------- | ------ |
| オーストラリア (ケント・ミュージック・レポート) | 32     |
| ベルギー (Ultratop 50 Flanders)                 | 40     |
| カナダ (RPM)                                    | 33     |
| アイルランド (IRMA)                             | 7      |
| オランダ (ネーダラントス・トップ40)             | 12     |
| オランダ (Single Top 100)                       | 48     |
| ニュージーランド (Recorded Music NZ)            | 32     |
| 南アフリカ (Springbok Radio)                    | 3      |
| イギリス (OCC)                                  | 8      |
| 全米 Billboard Hot 100                          | 9      |
| 全米 アダルト・コンテンポラリー (Billboard)     | 44     |
| 全米 ホット・ダンス・クラブ・プレイ (Billboard) | 11     |
| 西ドイツ (メディア・コントロール)               | 24     |

| チャート (1989)                               | 最高位 |
| --------------------------------------------- | ------ |
| オーストラリア (ARIA)                         | 158    |
| デンマーク (IFPI)                             | 11     |
| フィンランド (スオメン・ヴィラリネン・リスタ) | 2      |
| アイルランド (IRMA)                           | 16     |
| スイス (Schweizer Hitparade)                  | 22     |
| イギリス (OCC)                                | 19     |
| イギリス ダンス・チャート (Music Week)        | 11     |
| 西ドイツ (メディア・コントロール)             | 24     |

| チャート (1984年) | 順位 |
| ----------------- | ---- |
| 全米 (Billboard)  | 73   |

## カバー
- エイス・オブ・ベイス（1998年）